# Ostrowite (gmina Pszczółki)
Ostrowite – osada w Polsce położona w województwie pomorskim, w powiecie gdańskim, w gminie Pszczółki. 
Miejscowość graniczy z gminą Suchy Dąb przez kanał Kozi Rów Mały,  do 1999 roku wieś stanowiła część sołectwa Skowarcz - obecnie jest samodzielnym sołectwem. 
W latach 1975–1998 miejscowość administracyjnie należała do województwa gdańskiego.
W miejscowości znajduje się wieża ciśnień.